# Javier Ramírez "El Cha!"
Javier Ramírez Gómez (Ciudad de México, México), artísticamente conocido por el público como El Cha! es un músico, conductor y actor reconocido principalmente por ser fundador y colaborador en Fobia (banda) desde 1987, Moderatto y Gran Sur.
En radio fue parte de Radioactivo 98.5 (1997-2004). Actualmente es conductor en Convoy y La hora nacional junto a Leonora Milán 
Como actor ha participado en las películas Vivir Mata (2002), dirigida por Nicolás Echeverría con un guion de Juan Villoro y en la bioserie de Paco Stanley (2024) dirigida por Beto Hinojosa. Con su alter ego de Xavi Moderatto ha actuado en Club de Cuervos (2017) y Se Rentan Cuartos (2021)

## Primeros años
Cha! nació al sur de la Ciudad de México, hijo de Javier Ramírez Silva y Yolanda Gómez Valdez, ambos dentistas. Su mamá no los dejaba salir a jugar y desde muy pequeño pasaba los días con su hermana Anabel escuchando música, viendo TV abierta, leyendo cómics, libros y dibujando. Estudió desde el kinder hasta el cuarto año de preparatoria en la Escuela Moderna, donde su amigo Tomás Maciel lo invita a su primer banda como cantante y eventualmente como bajista. Algunos meses después forma otra banda con Iván Morales, Marcelo Lara y Tomás. En la misma escuela estudiaba también Leonardo de Lozanne, que eventualmente lo invitaría a Fobia.
Por presión familiar estudió dos años de Odontología en la UNAM, donde abandonó los estudios, sin decirle a sus papás que dejaba la escuela y el futuro que tenían planeado para él para dedicarse a la música.

## Fobia
Leonardo ya estaba tocando con Paco Huidobro, los hermanos Pepe y Gabriel Kuri y recomendó a Cha! al verlo en uno de los festivales que organizaban en la preparatoria. Paco asiste a uno de estos conciertos escolares y lo invita a formar parte del grupo. Al poco tiempo se integra Iñaki en los teclados, Pepe deja el grupo y queda la primera alineación oficial en 1987. En 1989 publican su primer disco y en 1990 “Mundo Feliz” con la primera portada de Cha! en colaboración con Mario Lafontaine. El grupo sigue hasta 1997 cuando publican “Fobia on Ice” con la segunda portada que realiza para la banda.

## Diseñador gráfico
Javier decide estudiar la carrera de diseño gráfico en la Universidad Intercontinental al darse cuenta de que necesitaba conocimientos técnicos y para darle tranquilidad a sus padres que tenía una carrera formal que no fuera solamente música. En 1996 forma su estudio de diseño Hula+Hula con el que se ha dedicado desde entonces a la fecha, a diseñar principalmente para la industria de la música. 

## Conducción en radio

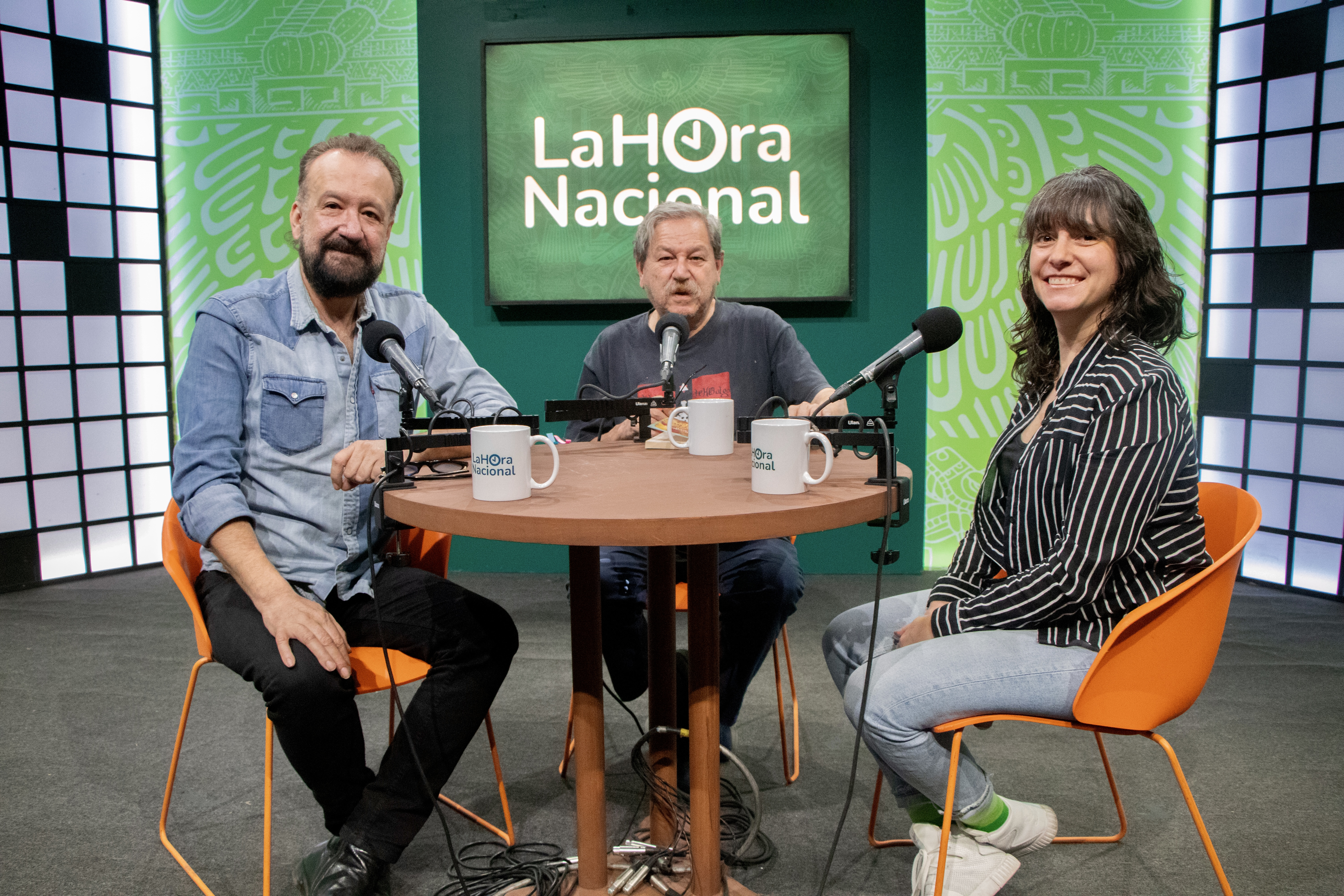
Cha!, Paco Ignacio Taibo II y Leonora Milán en La Hora Nacional, Canal 11, 2024

En 1997 pasa a ser parte de la estación de rock Radioactivo 98.5, donde compartió micrófonos y programas con Raúl David Vázquez “Rulo”, Julio Martínez, Francisco Alanís “Sopitas”, Edgar David Aguilera, Ricardo Zamora, Leonora Milán y Olallo Rubio. Radioactivo terminó transmisiones en 2004. En 2017, por invitación de Olallo Rubio se integra a Convoy Network en sus transmisiones en vivo desde su plataforma con “Rulo” en el programa Poderoso.
En 2023 pasa a ser parte, junto con Leonora Milán, del programa más longevo y con más tradición de la radio en México:La Hora Nacional.

## Moderatto
En 1999 crea el concepto de Moderatto, banda de glam rock mexicano que hace, al mismo tiempo un tributo y una burla al rock. En este grupo juega con su alter ego de Xavi Moderatto, “el bajista favorito de México y Presidente Intergaláctico del Sexy Club” Moderatto se forma con su antiguo compañero de banda de la preparatoria, Marcelo Lara (Mick Marcy), Iñaki de Fobia (Roy), Jay de la Cueva (Bryan Amadeus) y Elohim Corona. Además del concepto, es creador de gran parte de la imagen del grupo.

## Gran Sur
A finales de 2016, al lado de Iñaki, Elohim y la cantautora zacatecana Sofi Mayen, forman Gran Sur. Su música y canciones llenas de nostalgia son inspiradas en la música tradicional mexicana como el mariachi, boleros y norteñas, aderezadas con sintetizadores, programaciones y guitarras eléctricas.Su universo visual es también una parte muy importante del concepto del grupo y se refleja en sus vestuarios, videos y arte de discos y sencillos, creados por Cha!

## Actuación
El Cha! ha actuado en Vivir Mata (2002) dirigida por Nicolás Echevarría con un guion de Juan Villoro y en la serie ¿Quién lo mató?, sobre el drama criminal relacionado con el atentado y muerte del condcutor Paco Stanley(2024) dirigida por Humberto Hinojosa. 
Además, con su alter ego de Xavi Moderatto ha participado en Club de Cuervos (2017) y Se Rentan Cuartos (2021)